# Salas Altas
Salas Altas és un municipi aragonès situat a la província d'Osca (a 61 quilòmetres de la capital), i enquadrat a la comarca del Somontano de Barbastre. Té una superfície de 20,7 quilòmetres quadrats i està a 513 metres sobre el nivell del mar.
El poble de Salas Altas està dividit en tres barris: Bariomato, d'origen medieval; l'Entremuro, al mateix peu de la serra de la Candelera ; i al voltant de l'església la zona més plana amb els principals carrers de la vila.
El terme té un relleu molt variat: al nord la serra de Salines, i cap al sud, als peus de la serra, s'estén una àmplia planúria en suau pendent. La màxima altura del municipi és Ro Mon, d'una altitud de 705 metres. La zona amb majors pendents està ocupada per garriga, pineda i carrascar. Hi ha nombroses finques en les partides de la serra, però la superfície de cultiu s'estén principalment per la zona plana.
La temperatura mitjana anual és de 12,7° i la precipitació anual, 600 mm.